# Janosch Moldau

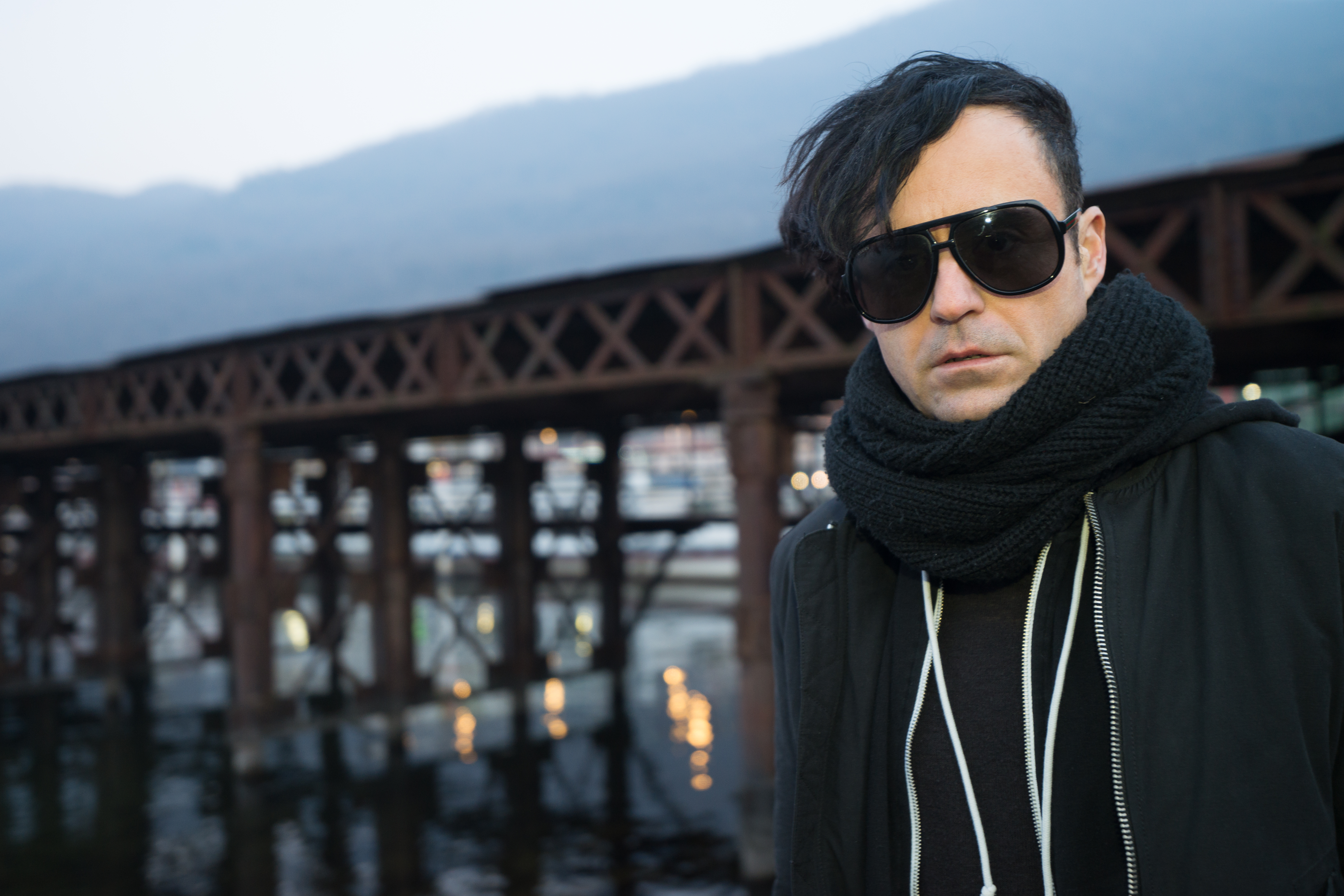
Janosch Moldau

Janosch Moldau (* 15. August 1974) ist ein deutscher Musiker und Songwriter aus Neu-Ulm, der durch zahlreiche Konzerte als Vorband von De/Vision, Project Pitchfork, Mesh und Nitzer Ebb als Solo-Musiker bekannt geworden ist.

## Werdegang
Janosch Moldau begann 2004 erstmals selbst Musik zu schreiben und aufzunehmen. Als Sound-Designer arbeitete er bereits einige Jahre zuvor, abseits der überschaubaren Neu-Ulmer Heimat, für verschiedene Tonstudios in Köln, den Niederlanden und England. Das Debüt-Album Redeemer erschien im Jahr 2005 auf dem Eigenlabel Janosch Moldau Records (LC-14654). Darauf befinden sich vorwiegend ruhige elektronische Songs mit Synthiepop-, Dark-Wave-, Downbeat- und Electroclash-Einflüssen. Die beiden Singles I’m Falling From Love und Bleed On waren über einige Wochen in den GEWC (German Electronic Webcharts) und auf verschiedenen College-Radio-Playlists vertreten.
Das zweite Album mit dem Titel Motel Songs erschien 2008. Direkt nach der Veröffentlichung startete Janosch Moldau eine Clubtournee durch Deutschland. Die beiden Vorab-Single-Auskopplungen Follow Me und Not With The Son erhielten erstmals bundesweit Radio-Airplay. Parallel zur eigenen Clubtour spielte Janosch Moldau als offizieller Support von De/Vision auf deren Electronic Set-Tour in 2009. Es folgten weitere Auftritte im Vorprogramm von Project Pitchfork.
2009 erschien mit dem Album Clear + One With The Sinner sein erstes Remix-Album. Janosch Moldau war auf mehreren Festivals zu sehen und spielte mit Nitzer Ebb und De/Vision im Berliner Postbahnhof eine Show. Zum Jahresende 2009 begleitete Janosch Moldau die englische Synth-Pop-Band Mesh auf ihrer Europa-Tournee zum Album A Perfect Solution.
2012 erschien das Album Lovestar auf Motor Music im Vertrieb von Rough Trade. Es konnte sich sowohl in den Deutschen Alternative Charts als auch in den European Alternative Charts platzieren. Das Musikvideo zur gleichnamigen Single Lovestar wurde am 28. September 2012 erstmals mit exklusiver Videopremiere auf VIVA vorgestellt und war direkt nach der Album-Veröffentlichung auch auf MTV zu sehen. Im November 2012 begleitete Janosch Moldau die Band 18 Summers (ehemals Silke Bischoff) auf Deutschland-Tournee.
2013 folgten weitere Shows in Moskau mit der Band Mesh und in Warschau mit der Band De/Vision. Hierbei wurde Janosch Moldau erstmals von der Initiative Musik auf Tournee gefördert. Kurze Zeit später war Janosch Moldau im Februar und März 2014 auf der gesamten „Reasons to Kill“- Tournee der Band Solar Fake als Special Guest zu sehen. Er spielte in diesem Jahr auch weitere Shows in Moskau und St. Petersburg.
Im Jahr 2015 unterzeichnete der Musiker erneut einen Longplayer-Vertrag mit Motor Music für das vierte Studio-Album, welches den Namen „Minor“ trägt. Der Vertrieb für dieses Album erfolgte über die Edel AG Hamburg. Das Album fand bei Presse und Fans großen Anklang und wurde im Musikmagazin laut.de mit 4 von 5 Punkten bewertet. Zur Album Veröffentlichung wurde gleichzeitig auch ein neuer Musik Clip, der in Venedig gedreht wurde, mit exklusiver Videopremiere vorgestellt. Gemeinsam mit der Band Die Krupps tourte Janosch Moldau umfassend durch Europa und trat u. a. in Stockholm, London, Paris, Bratislava, Prag, Warschau, Wien, Bologna und Helsinki auf. Auch auf dieser Tournee wurde er durch die Initiative Musik gefördert.
Im darauffolgenden Jahr arbeitete Janosch Moldau wieder am italienischen Ufer des Luganer Sees, wohin er sich seit einigen Jahren zurückzieht. Das Ergebnis war ein Remix-Album, das den Titel „Ghost Tracks“ trägt und im September 2016 erschienen ist. Ende 2016 wurde das Remix-Album, das aus Instrumental-Fragmenten und Neuinterpretationen des letzten Studio Longplayers „Minor“ besteht, sehr positiv rezensiert. Nach einigen Auftritten in Deutschland, u. a. mit der Band Diorama, spielte Janosch Moldau dann im Dezember 2016 auch erneut in St. Petersburg. Kurze Zeit später war er in Moskau beim Synthetic Snow Festival auf der Bühne zu sehen. Diese Auftritte wurden ebenfalls durch die Initiative Musik gefördert.
Am 22. November 2019 erschien Janosch Moldaus Album „Host“ mit zehn neuen Songs. Daraus wurde Broken Shoulder als erste Single veröffentlicht. Das Video dazu wurde auch auf MTV ausgestrahlt. Dort ebenfalls zu sehen sind die Videos zu „Lovestar“ (vom gleichnamigen Album von 2012) und zu „Sense for God“, der zweiten Single-Auskopplung aus „Host“. „Sense for God“ veröffentlichte Janosch Moldau im Spätsommer 2020. Zuvor wurde die EP Broken Pieces auf den Markt gebracht, eine Remix-EP mit fünf neuen Versionen von Broken Shoulder, dazu ein Remix von Embrace me.
Am 11. Dezember 2020, erschien mit Emotionally die dritte und letzte Single des 2019er Albums inklusive drei neuer Remixes. Eine Woche später wurde die Download-Single Light for me als Vorgeschmack zur Single-Collection Rewind veröffentlicht.
Am 26. Februar 2021 folgte die CD- und digitale Veröffentlichung von Rewind – The Singles 2005 << >>2020, für die Janosch Moldau die 19 Single-Titel einem Remaster-Prozess unterzogen hat. Auf Rewind finden sich 15 Jahre musikalischen Schaffens in chronologischer Reihenfolge – quasi zurückgespult (rewind) – verteilt auf 77 Minuten Laufzeit.
Live-Auftritte gab es 2020 aufgrund der COVID-19-Pandemie kaum. Im März spielte Janosch Moldau vor heimischem Publikum in der Ulmer Hudson Bar.

## Diskografie

### Alben
- Redeemer (2005)
- Motel Songs (2008)
- Clear + One With The Sinner.Remixed (Remix-Album) (2009)
- Lovestar (2012, Motor Music)
- Minor (2015, Motor Music)
- Ghost Tracks (Remix-Album) (2016)
- Host (2019)
- Rewind – The Singles 2005 << >> 2020 (2021)

### Singles
- On My Own (2004)
- Bleed On (2005)
- I’m Falling From Love (2006)
- Follow Me (2007)
- Not With The Son (2007)
- Second Best + Into This Life (2010)
- In Another World + Second Best (UK-Single) (2011)
- Lovestar + Into This Life (Download-Doppel-Single) (2012)
- The Harbour (Download-Single) (2015)
- Broken Shoulder (Download-Single) (2019)
- Broken Pieces (Broken Shoulder-Single/Remix-EP) (2020)
- Sense for God (2020)
- Emotionally (Special-Download-Single) (2020)
- Light for me (Download-Single) (2020)